# Riders Tour 2012
Die Riders Tour 2012 war die zwölfte Saison der Riders Tour, einer international ausgeschriebenen Turnierserie im Springreiten.
Die Riders Tour erstreckte sich im Jahr 2012 über sieben Wertungsprüfungen auf CSI 3*-, 4* und 5*-Turnieren in Deutschland. Organisiert wird die Riders Tour von einer gleichnamigen GmbH, deren Geschäftsführer Paul Schockemöhle ist.
Titelsponsor der Serie war die Deutsche Kreditbank, zudem war die Solartechnik Stiens GmbH als Hauptsponsor aktiv.

## Ablauf der Turnierserie
Die Stationen der Riders Tour 2012 fand zwischen dem 29. April und dem 4. November statt.
Bei den Wertungsprüfungen handelte es sich in der Regel um die Großen Preise der Turniere. Beim Deutschen Spring- und Dressurderby war das Springderby die Riders Tour-Wertungsprüfung. Beim Pfingstturnier in Wiesbaden wurde am Samstag der Große Preis des CSI 5*-Turniers (erstmals Station der Global Champions Tour) ausgetragen, die Riders Tour-Wertung war der vormalige Große Preis am Montag. Dieser wurde nun als Preis der Landeshauptstadt Wiesbaden bezeichnet und bildete den Turnierabschluss.
Die Wertungsprüfungen waren jeweils als Springprüfung mit zwei unterschiedlichen Umläufen ausgeschrieben. Die Strafpunkte wurden aus dem ersten Umlauf jedoch nicht übernommen, somit gleicht die Ausschreibung (bis auf die Startreihenfolge im zweiten Umlauf) weitgehend einer Springprüfung mit Siegerrunde.
Für den zweiten Umlauf qualifizierten sich die besten 25 Prozent der Starter des ersten Umlaufs. Soweit mehr als diese 25 Prozent im ersten Umlauf fehlerfrei waren, waren alle fehlerfreien Reiter im zweiten Umlauf der Prüfung startberechtigt.
Den Saisonabschluss bildete das Finale in München. Hierbei handelte es sich um eine normale Wertungsprüfung. Um an der Preisausschüttung der Gesamtwertung beteiligt zu werden, war jedoch eine Teilnahme in München zwingend erforderlich gewesen.
Die Punktevergabe erfolgte wie folgend:
| Platz  | 1  | 2  | 3  | 4  | 5  | 6  | 7 | 8 | 9 | 10 | 11 | 12 | 13 | 14 | 15 |
| Punkte | 20 | 17 | 15 | 13 | 11 | 10 | 9 | 8 | 7 | 6  | 5  | 4  | 3  | 2  | 1  |

## Medien
Wie bereits im Vorjahr, zeigte sich auch in der Saison 2012 der Teilausstieg der Öffentlich-rechtlichen Fernsehsender aus den Reitsportübertragungen. Soweit die Prüfungen der Riders Tour im Fernsehen übertragen wurden, werden diese im Regelfall von den Dritten Programmen in unterschiedlichem Umfang übertragen.
Grundlage für die Übertragungen ist der Vertrag zwischen der Deutschen Reiterlichen Vereinigung und der Sportrechteagentur der öffentlich-rechtlichen Sender.
Eine Ausnahme bildet das Deutsche Springderby. Dieses sticht durch seine Besonderheit und Tradition aus den Reitsportveranstaltungen in Deutschland heraus und wurde daher zunächst vom NDR Fernsehen und fortsetzend vom Ersten Deutschen Fernsehen übertragen.
Hingegen wurde die Wertungsprüfung in Hagen das zweite Jahr in Folge nicht übertragen, obwohl das Turnier als CSI 4* der zweithöchsten Kategorie im Springreiten angehörte. Eine Live-Übertragung des Turniers erfolgte hingegen über einen Internet-Livestream. Dies ist auch bei allen anderen Turnieren der Riders Tour der Fall.

## Die Prüfungen
Das Turnierprogramm ist im Vergleich zum Vorjahr unverändert.

### 1. Prüfung: Hagen a.T.W.
Der Auftakt zur Riders Tour 2012 fand beim CSI 4*-Turnier „Horses & Dreams“ in Hagen am Teutoburger Wald statt. Dieses wird vom 25. April bis zum 29. April 2012 ausgetragen.
Die Wertungsprüfung – der Große Preis, der mit 75.000 Euro dotiert ist – wurde am 29. April ab 12:45 Uhr durchgeführt. Der Parcours wurde von Frank Rothenberger und Klaus Holle erstellt. Im ersten Umlauf verzichteten sieben Reiter auf die Beendigung des Parcours, fehlerfrei blieben mit zwölf Reitern genau die vorgesehenen 25 Prozent der Starter.
Im zweiten Umlauf setzte sich der erste Starter, Nicolas Pizarro aus Mexico, zunächst an die Spitze. Dies blieb auch längere Zeit so, da mehrere Reiter einen Fehler am Einsprung der zweifachen Kombination hatten. In Folge ritten die Reiter diese Kombination nicht mit vollem Risiko an. Nachdem zwischenzeitlich Simon Delestre mit Napoli du Ry die Führung übernehmen konnte, kam als letzte Starterin Katrin Eckermann in die Bahn. Diese behielt mit Carlson auch in der Kombination ein hohes Tempo bei und war somit über zwei Sekunden schneller als Delestre.
|             | Reiter           | Pferd           | 1. Umlauf | 1. Umlauf   | 2. Umlauf | 2. Umlauf | Wertungs- punkte |
| Strafpunkte | Reiter           | Pferd           | Zeit (s)  | Strafpunkte | Zeit (s)  |           | Wertungs- punkte |
| ----------- | ---------------- | --------------- | --------- | ----------- | --------- | --------- | ---------------- |
| 1           | Katrin Eckermann | Carlson         | 0         | -           | 0         | 38,49     | 20               |
| 2           | Simon Delestre   | Napoli du Ry    | 0         | -           | 0         | 40,98     | 17               |
| 3           | Nicolas Pizarro  | Crossing Jordan | 0         | -           | 0         | 41,19     | 15               |

(Plätze eins bis drei von insgesamt 48 Teilnehmern)

### 2. Prüfung: Hamburg

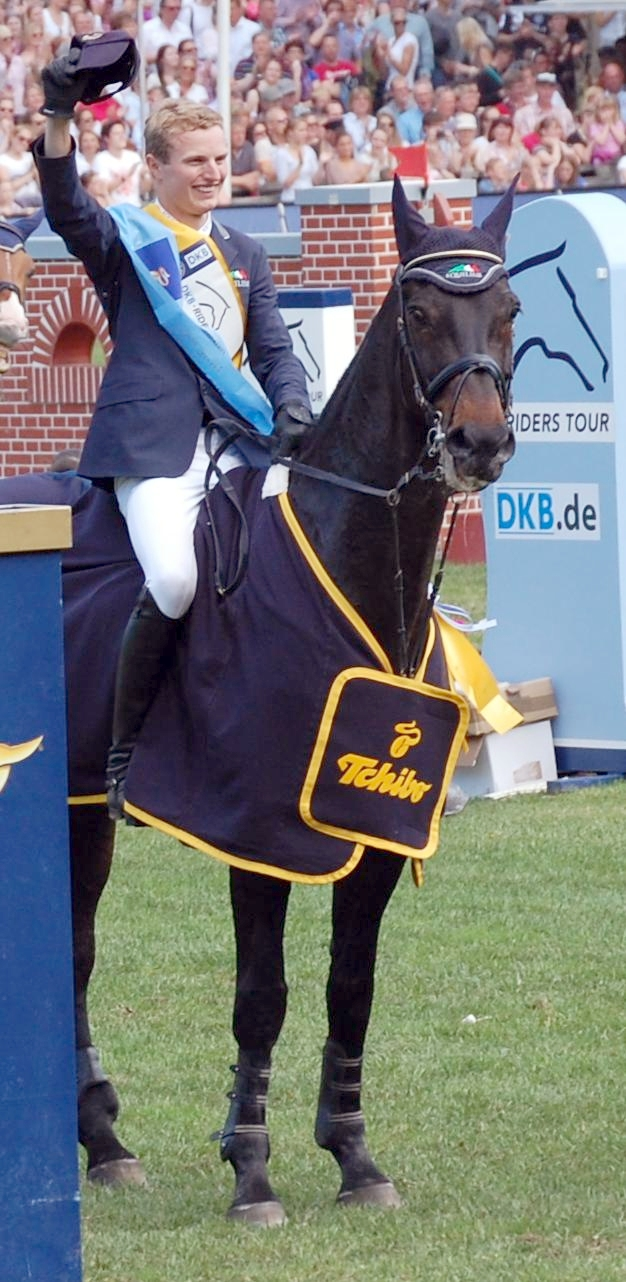
Sieger des 83 Deutschen Spring-Derbys: Nisse Lüneburg mit Calle Cool

Einen frühen Höhepunkt der Riders Tour-Saison bildete das Deutsche Springderby im Rahmen des Deutschen Spring- und Dressurderbys. Dieses in Hamburg stattfindende Turnier wurde vom 17. bis 20. Mai 2012 ausgetragen. Das Springderby ist mit einem Preisgeld von 100.000 Euro die höchstdotierte Prüfung der Riders Tour.
Der seit 1920 in seiner Grundstruktur unveränderte Parcours des Spring-Derbys wurde vom deutschen Parcoursbauer Frank Rothenberger umgesetzt. Bei der Prüfung handelte es sich um eine Springprüfung mit einmaligem Stechen. Die den Reitern und Pferden gestellte Aufgabe erwies sich, wie stets beim Spring-Derby, als sehr anspruchsvoll. Nachdem es zunächst einzelne Vier-Fehler-Ritte gab, schaffte der Vorjahreszweite Torben Köhlbrandt als erster Reiter einen fehlerfreien Ritt. Dieses gelang später in der Prüfung auch Nisse Lüneburg mit dem derbyerfahrenen Pferd Calle Cool. Insgesamt schieden von 35 Startern elf Reiter durch falsche Wege, Verweigerungen oder Stürze aus. Zudem gaben drei Reiter auf.
Von zwei teilnehmenden Damen zeigte insbesondere die Siegerin des deutschen Berufsreiterchampionats der Jahre 2011 und 2012, Judith Emmers, eine sehr gute Runde und belegte am Ende den dritten Rang mit der schnellsten Runde mit vier Strafpunkten im Umlauf.
Die letzte Runde seiner Sportkarriere zeigte im Umlauf Nacorde, das Derby-Erfolgspferd von André Thieme. Thieme, der im Vorjahr zum dritten Mal das Derby gewann, hatte einem Abwurf am Buschoxer und beendete die Prüfung mit vier Fehlerpunkten auf Rang fünf. Nach der Prüfung wurde Nacorde aus dem Sport verabschiedet.
Im Stechen zeigte Torben Köhlbrandt mit C-Trenton Z einen schnellen Ritt, musste jedoch einen Hindernisabwurf verzeichnen. Nach ihm trat Nisse Lüneburg an und bestritt eine langsamere, aber an den Hindernissen fehlerfreie Runde. Trotz eines Zeitstrafpunktes im Stechen ist Nisse Lüneburg damit der Träger des blauen Bandes für den Sieg im 83 Deutschen Spring-Derby.
|             | Reiter            | Pferd       | 1. Umlauf | 1. Umlauf   | Stechen  | Stechen | Wertungs- punkte |
| Strafpunkte | Reiter            | Pferd       | Zeit (s)  | Strafpunkte | Zeit (s) |         | Wertungs- punkte |
| ----------- | ----------------- | ----------- | --------- | ----------- | -------- | ------- | ---------------- |
| 1           | Nisse Lüneburg    | Calle Cool  | 0         | -           | 1        | 57,33   | 20               |
| 2           | Torben Köhlbrandt | C-Trenton Z | 0         | -           | 4        | 54,70   | 17               |
| 3           | Judith Emmers     | Papillon    | 4         | 156,86      |          |         | 15               |

(Plätze eins bis drei von insgesamt 35 Teilnehmern)

### 3. Prüfung: Wiesbaden
Traditionell am Pfingstwochenende, dieses Jahr vom 25. Mai bis 28. Mai, fand in Wiesbaden das Internationale Pfingstturnier Wiesbaden statt. Die wichtigen Springprüfungen des Turniers, das erstmals Etappe der Global Champions Tour war, bildeten im Jahr 2012 ein CSI 5*-Turnier. Damit war erstmals ein CSI 5*-Turnier Teil der Riders Tour, hierbei war jedoch nicht der Große Preis die Wertungsprüfung. Der für die Riders Tour zählende Preis der Landeshauptstadt Wiesbaden wurde am Montagnachmittag ab 15:45 Uhr ausgetragen und schloss das Turnier ab. Die Prüfung war mit 75.000 Euro dotiert.
Wie bereits die Global Champions Tour-Prüfung zwei Tage zuvor wurde der Parcours des Preises der Landeshauptstadt von Frank Rothenberger erdacht. Dem Starterfeld eines CSI 5*-Turniers angemessen wies der Springparcours etliche Schwierigkeiten auf. Als besondere Herausforderung stellte sich hierbei die letzte Gerade im Parcours dar, die die Hindernisfolge Triplebarre – Wassergraben – Rick – Rick aufwies. Insgesamt blieben von 43 Startern nur fünf Reiter im ersten Umlauf fehlerfrei, ein Reiter hatte mit seinem Pferd einen Zeitstrafpunkt. Favoriten wie etwa Meredith Michaels-Beerbaum, Pius Schwizer oder Richard Spooner gaben nach mehreren Hindernisfehlern auf.
Da das Riders Tour-Reglement 25 Prozent der Starter für den zweiten Umlauf vorsieht (hier also 11 von 43), qualifizierten sich auch die schnellsten fünf Reiter mit vier Strafpunkten für den zweiten Umlauf. Im zweiten Umlauf versuchten gleich zu Beginn mehrere Reiter mit schnellen Ritten die Konkurrenz unter durchzusetzen, was aufgrund von Hindernisfehlern jedoch nicht gelang. Als erstem Reiter gelang Holger Wulschner mit Cefalo eine fehlerfreie Runde im zweiten Umlauf, er blieb der einzige deutsche Reiter mit diesem Ergebnis. Als letzte Reiterin ging Luciana Diniz in den Parcours, die mit Lennox die schnellste Zeit im zweiten Umlauf hatte und zudem fehlerfrei blieb.
|             | Reiter            | Pferd       | 1. Umlauf | 1. Umlauf   | 2. Umlauf | 2. Umlauf | Wertungs- punkte |
| Strafpunkte | Reiter            | Pferd       | Zeit (s)  | Strafpunkte | Zeit (s)  |           | Wertungs- punkte |
| ----------- | ----------------- | ----------- | --------- | ----------- | --------- | --------- | ---------------- |
| 1           | Luciana Diniz     | Lennox      | 0         | -           | 0         | 42,66     | 20               |
| 2           | Emanuele Gaudiano | Cocoshynsky | 0         | -           | 0         | 43,20     | 17               |
| 3           | Lauren Hough      | Blue Angel  | 0         | -           | 0         | 44,71     | 15               |

(Plätze eins bis drei von insgesamt 43 Teilnehmern)

### 4. Prüfung: Münster
Die vierte Etappe der Riders Tour bildete das Turnier der Sieger in Münster. Diese fand nach der Sommerpause der Riders Tour statt, die im Jahr 2012 durch die zeitlich früh gelegenen Olympischen Sommerspiele und das frühe Pfingstfest länger als in den Vorjahren ausfiel. Das Turnier fand im Jahr 2012 vom 23. August bis 26. August 2012 statt. Der Große Preis am Sonntag bildete die Riders Tour-Wertungsprüfung, die mit 80.000 € dotiert war.
Parcoursbauer in Münster war Eckhard Hilker aus Oelde. Nachdem der Turniersamstag noch von sonnigem Wetter geprägt war, entlud sich zu Beginn des Großen Preises ein kräftiger Regenschauer über dem Turniergelände. Nachdem im Vorjahr das Turnier aufgrund von starken Niederschlägen nur eingeschränkt stattfinden konnte, war der Boden des Turnierplatzes vollständig erneuert worden. Dadurch war der Sandplatz zwar feucht, es herrschten jedoch weit bessere Bedingungen als 2011. Der erste Umlauf der Prüfung war anspruchsvoll, viele Reiter beendeten den Umlauf mit einem Ergebnis von vier Strafpunkten. Eine fehlerfreie Runde gelang hingegen nur vier Pferde-Reiter-Paaren. Somit durften im zweiten Umlauf auch acht Teilnehmer mit vier Strafpunkten aus dem ersten Umlauf starten, die gemäß dem Reglement gestrichen wurden.
Der Parcours im zweiten Umlauf wies viele Wendungen und eine lange gebogene Schlusslinie auf. Die Hälfte der zwölf verbleibenden Reiter erreichten im zweiten Umlauf ohne Fehler das Ziel. Nachdem zunächst Pius Schwizer mit seinem jungen Wallach Powerplay in Führung lag, übernahmen dann Christian Ahlmann und Codex One deutlich die Führung. Dies blieb bis zum letzten Starter so, dieser – Ludger Beerbaum – war nochmals über eine Sekunde schneller. Damit gewann Beerbaum mit Chaman an zwei aufeinanderfolgenden Wochenenden jeweils den Großen Preis (eine Woche zuvor hatten beide den Großen Preis von Valkenswaard gewonnen).
|             | Reiter            | Pferd     | 1. Umlauf | 1. Umlauf   | 2. Umlauf | 2. Umlauf | Wertungs- punkte |
| Strafpunkte | Reiter            | Pferd     | Zeit (s)  | Strafpunkte | Zeit (s)  |           | Wertungs- punkte |
| ----------- | ----------------- | --------- | --------- | ----------- | --------- | --------- | ---------------- |
| 1           | Ludger Beerbaum   | Chaman    | 0         | -           | 0         | 44,58     | 20               |
| 2           | Christian Ahlmann | Codex One | 0         | -           | 0         | 46,18     | 17               |
| 3           | Pius Schwizer     | Powerplay | 0         | -           | 0         | 47,68     | 15               |

(Plätze eins bis drei von insgesamt 45 Teilnehmern)

### 5. Prüfung: Paderborn
Auf dem Schützenplatz von Paderborn wurde die fünfte Wertungsprüfung der DKB-Riders Tour 2012 durchgeführt. Diese ist Teil der E.ON Westfalen Weser Challenge, die vom 6. September bis 9. September 2012 stattfand.
Der Parcours der Wertungsprüfung wurde von Christian Wiegand erbaut. Im zweiten Umlauf der besten zwölf Reiter blieben sechs Reiter ohne Fehler. Drei dieser Reiter machten den Sieg untereinander aus, der Abstand zwischen erst- und drittplatziertem Reiter betrug etwa anderthalb Sekunden. Der Sieg ging an Marcus Ehning und die 15-jährige Stute Noltes Küchengirl, Ehning gewann den Großen Preis von Paderborn zum zweiten Mal nach 2010.
|             | Reiter        | Pferd             | 1. Umlauf | 1. Umlauf   | 2. Umlauf | 2. Umlauf | Wertungs- punkte |
| Strafpunkte | Reiter        | Pferd             | Zeit (s)  | Strafpunkte | Zeit (s)  |           | Wertungs- punkte |
| ----------- | ------------- | ----------------- | --------- | ----------- | --------- | --------- | ---------------- |
| 1           | Marcus Ehning | Noltes Küchengirl | 0         | -           | 0         | 38,59     | 20               |
| 2           | David Will    | Colorit           | 0         | -           | 0         | 39,75     | 17               |
| 3           | Luciana Diniz | Lennox            | 0         | -           | 0         | 39,95     | 15               |

(Plätze eins bis drei von insgesamt 48 Teilnehmern)

### 6. Prüfung: Hannover
Die erste Prüfung der Riders Tour in der Hallensaison findet traditionell bei den German Classics statt. Dieses Turnier wurde in der Messehalle 2 in Hannover vom 25. Oktober bis 28. Oktober 2012 ausgetragen. Die Wertungsprüfung der Riders Tour wurde am 28. Oktober ab 12:55 Uhr durchgeführt.
Im ersten Umlauf blieben elf von 48 Teilnehmern ohne Fehler. Da laut Reglement 25 Prozent der Starter den zweiten Umlauf erreichen, qualifizierte sich mit Cassio Rivetti auch noch der schnellste Reiter mit vier Strafpunkten für diesen. Rivetti nutzte seine Chance im zweiten Umlauf und blieb mit Lord if de Chalusse fehlerfrei in 34,64 Sekunden. Viele der nachfolgenden Starter versuchten, eine schnellere Zeit zu erreichen und mussten Hindernisfehler in Kauf nehmen. Als erstem gelang auch Markus Renzel eine fehlerfreie Runde, er ging mit seinem neunjährigen Pferd Cassydy jedoch ein zurückhaltendes Tempo. Auch Clarissa Crotta schaffte mit West Side v. Meerputhoeve erneut eine Nullrunde, war aber langsamer als Rivetti. Als vorletztes Paar gingen Ludger Beerbaum und Chaman an den Start, blieben fehlerfrei und waren 17 Hundertstelsekunden schneller als Cassio Rivetti. Beerbaum sicherte sich damit den Sieg, dies war sein zweiter Sieg beim dritten Start in der diesjährigen Riders Tour.
|             | Reiter          | Pferd                     | 1. Umlauf | 1. Umlauf   | 2. Umlauf | 2. Umlauf | Wertungs- punkte |
| Strafpunkte | Reiter          | Pferd                     | Zeit (s)  | Strafpunkte | Zeit (s)  |           | Wertungs- punkte |
| ----------- | --------------- | ------------------------- | --------- | ----------- | --------- | --------- | ---------------- |
| 1           | Ludger Beerbaum | Chaman                    | 0         | -           | 0         | 34,47     | 20               |
| 2           | Cassio Rivetti  | Lord if de Chalusse       | 0         | -           | 0         | 34,64     | 17               |
| 3           | Clarissa Crotta | West Side v. Meerputhoeve | 0         | -           | 0         | 37,99     | 15               |

(Plätze eins bis drei von insgesamt 48 Teilnehmern)

### 7. Prüfung: München
Die finale Etappe der DKB-Riders Tour 2012 wurde im Rahmen der Munich Indoors, eines in der Münchener Olympiahalle stattfindenden Turniers, durchgeführt. Dieses CSI 4*-Turnier wurde vom 1. November bis 4. November 2012 ausgetragen. Die Wertungsprüfung, der Große Preis, wurde am 4. November ab 14:15 Uhr durchgeführt.
Im ersten Umlauf waren 49 Pferd-Reiter-Paare am Start. Die hohe Anzahl von 26 Startern hatte hier ein Ergebnis von vier oder weniger Strafpunkten. Im zweiten Umlauf gingen die besten 13 Starter aus dem ersten Umlauf erneut an den Start. Die bisher Führende der Riders Tour, Luciana Diniz, hatte im ersten Umlauf einen Abwurf, war aufgrund ihrer schnellen Zeit dennoch unter den besten 13. Diniz, die wie alle Reiter im zweiten Umlauf wieder ohne Strafpunkte startete, erritt mit Lennox eine schnelle Zeit und setzte sich damit in Führung. Wenig später ging der bisher Fünftplatzierte der Riders Tour, David Will, mit Colorit an den Start. Der gebürtige Bayer Will war nochmals schneller als Diniz und setzte sich in Führung.
Die nun startenden Reiter versuchten zumeist, Wills Zeit zu unterbieten, was jedoch nicht gelang. Als letzter Reiter ging Marcus Ehning, bisher dritter der Riders Tour, an den Start. Mit den Hengst Cornado NRW zeigte auch Ehning einen schnellen Ritt, blieb ohne Fehler, war jedoch fast eine Sekunde langsamer als David Will, der damit den Großen Preis gewann.
|             | Reiter        | Pferd       | 1. Umlauf | 1. Umlauf   | 2. Umlauf | 2. Umlauf | Wertungs- punkte |
| Strafpunkte | Reiter        | Pferd       | Zeit (s)  | Strafpunkte | Zeit (s)  |           | Wertungs- punkte |
| ----------- | ------------- | ----------- | --------- | ----------- | --------- | --------- | ---------------- |
| 1           | David Will    | Colorit     | 0         | -           | 0         | 31,62     | 20               |
| 2           | Marcus Ehning | Cornado NRW | 0         | -           | 0         | 32,46     | 17               |
| 3           | Luciana Diniz | Lennox      | 0         | -           | 0         | 33,32     | 15               |

(Plätze eins bis drei von insgesamt 49 Teilnehmern)

## Gesamtwertung
Des bestplatzierten Reiter der Gesamtwertung erhielten nach Abschluss der Saison Preise. Hierfür war jedoch die Teilnahme an der Finalprüfung in München erforderlich. Dies hatte zur Folge, dass Ludger Beerbaum (40 Punkte, Platz zwei vor München), Christian Ahlmann (26 Punkte, Platz sechs vor München) und Simon Delestre (23 Punkte, Platz acht) nicht in der Endwertung auftauchen, da beide beim Weltcupturnier in Lyon statt in München am Start waren.
|    | Reiter                 | Hagen | Hamburg | Wiesbaden | Münster | Paderborn | Hannover | München | Wertungs- punkte |
| -- | ---------------------- | ----- | ------- | --------- | ------- | --------- | -------- | ------- | ---------------- |
| 1  | Luciana Diniz          | —     | —       | 20        | —       | 15        | 11       | 15      | 61               |
| 2  | Marcus Ehning          | 0     | 10      | 0         | 8       | 20        | 1        | 17      | 56               |
| 3  | David Will             | 10    | —       | —         | 5       | 17        | 2        | 20      | 54               |
| 4  | Katrin Eckermann       | 20    | —       | 10        | 0       | 9         | 0        | 6       | 45               |
| 5  | Torben Köhlbrandt      | 0     | 17      | —         | 2       | 5         | 0        | 0       | 24               |
| 6  | Janne-Friederike Meyer | 13    | 0       | —         | 0       | —         | 8        | 0       | 21               |
| 7  | Dominique Hendrickx    | —     | —       | —         | —       | —         | 9        | 10      | 19               |
| 8  | Albert Zoer            | —     | —       | —         | 3       | 13        | 0        | 0       | 16               |
| 9  | Patrick Stühlmeyer     | —     | —       | —         | 0       | 10        | 0        | 4       | 14               |
| 10 | Max Kühner             | —     | —       | —         | —       | —         | —        | 13      | 13               |